# Die Vorbestraften
Die Vorbestraften ist ein deutsches Stummfilmdrama aus dem Jahre 1927 von Rudolf Meinert über das Thema der Wiedereingliederung straffällig gewordener Menschen in die Gesellschaft. Die Hauptrollen spielen Eugen Klöpfer, Margarete Schlegel und Albert Steinrück.

## Handlung
Der Vermerk „vorbestraft“ in den Ausweispapieren eines deutschen Ex-Delinquenten der Weimarer Republik ist wie ein Brandmal der Schande. Erst einmal derart abgestempelt, ist es dem in die Freiheit wieder Entlassenen nahezu unmöglich, in die Gesellschaft reintegriert zu werden. Ein solches Schicksal wird in diesem Film exemplarisch am Leben des ehemaligen Strafgefangenen Karl Hartmann aufgerollt. Eine menschlich nachvollziehbare Verfehlung hatte ihn hinter Gitter gebracht, und nun, wo er wieder auf freiem Fuß ist, hat er große Schwierigkeiten, für sein und seines Kindes überlebenswichtige Arbeit zu finden.
Eine Mauer aus Vorurteilen und hämischen Bemerkungen behindern ihn ständig, sodass er sich quasi zur Rückkehr in die Gesetzlosigkeit gezwungen sieht. Erst ein anderer ehemaliger Vorbestrafter, der heute als Industrielle zu Erfolg gekommene Rechlin, erweist sich, dank ähnlicher Vita, als Rettungsanker in der Not und verhindert Hartmanns Niedergang. Doch selbst ihm gegenüber, dem seit Jahrzehnten makellos tugendsamen Erfolgsmenschen, erweist sich der Sensationsjournalismus als gnadenlos und treibt diesen mit Hetzreportagen in den selbst gewählten Tod.

## Produktionsnotizen
Die Vorbestraften entstand im Ifa-Atelier von Schloss Schönholz bei Berlin zwischen dem 14. Mai und dem 8. Juli 1927 mit Originalaufnahmen in der Strafanstalt Plötzensee und dem Zellengefängnis in Berlin-Moabit. Der Film passierte die Filmzensur am 10. August desselben Jahres und wurde am 25. August 1927 in Berlins UFA-Theater Kurfürstendamm uraufgeführt. Der für die Jugend verbotene Achtakter besaß eine für diese Zeit enorme Länge von 3380 Meter. Die österreichische Premiere des Films fand am 23. Dezember statt.
Die Filmbauten gestaltete Robert A. Dietrich.

## Hintergrund
Die Vorbestraften stand in einer Reihe mit weiteren sozialkritischen Stoffe, die als urdeutsches Filmgenre Mitte der 1920er Jahre das vorhergehende Leinwandgenre des phantastischen und expressionistischen Films ablöste. In diesen letzten Jahren des deutschen Stummfilms (1925 bis 1930) entstanden so ambitionierte und realitätsnahe Zeitstücke wie Die Verrufenen, Die Unehelichen, Menschen untereinander, Unter der Laterne, Jenseits der Straße, Mutter Krausens Fahrt ins Glück und Lohnbuchhalter Kremke.

## Kritiken
Die Arbeiter Zeitung lobte das soziale Engagement, dass hinter Meinerts Inszenierung auszumachen war. Dort hieß es: „Der Film hat eine wuchtige, lebenswahre, dramaturgisch gut geführte Handlung und eine packende Schlußpointe: der Held, der am Verführer seiner Tochter zum Mörder wurde, hat vom Gefängnisdirektor einen Vogel geschenkt erhalten. Selbst ein Vogel hinter Gittern, öffnet er den Käfig und gibt dem Tierchen die Freiheit… Unter Rudolf Meinerts verdienstvoll exakter Regie wird der Film auch sehr gut gespielt, vor allem von Eugen Klöpfer und Margarete Schlegel…“
In Die Stunde hieß es: „Rudolf Meinert … hat diesen Film in erschütternden Szenen ausgelöst  und nicht eine von diesen Szenen scheint gestellt. Alle wirken wie Erlebnis. Dazu mag beigetragen haben, daß Meinert vielfach echte Gefängnisaufnahmen gemacht oder wie sich echt wirkender Nachbauten bedient hat. Darstellerisch ist der Film hervorragend.“
Im Kino-Journal war zu lesen: “Ein düsteres, aber leider dem eben abgezeichnetes Gemälde, dem Klöpfers und Korffs große Kunst plastisch naturwahre, erschütternde Züge verleiht und dem sich eine Stimmung entringt, die uns packt und festhält. Der eine, gütige verstehende Richter, von Steinrück feinfühlig dargestellt, kann keinen Wandel schaffen.”
Die Salzburger Chronik schrieb: „Der Erstgenannte findet eine großartige Darstellung durch Eugen Klöpfer, der Eindruck seines Spiels ist unverwischbar. Die Ausstattung unterstützt die Wirkung des Spieles außerordentlich. Erwähnenswert ist das künstlerische Spiel der Tochter – Margarete Schlegel – während für heitere Abwechslung Hermann Picha sorgt.“

## Filmmusik
Der Musik- und Theaterkritiker Franz Wallner-Basté schrieb in der August/September-Ausgabe der Filmmusik-Rundschau lobend über die Aufführung in Berlin, in der Otto Stenzeel die von Werner Richard Heymann zusammengestellte Illustrationsmusik dirigierte:

„In den ‘Vorbestraften’ lässt Heymann mit Entschlossenheit die Musik einmal Maschine werden, radikal. Unentwegt stampft sie da ein kurzes Motiv, die Jnstrumente sind Kolben, Stange, Zahnrad und Treibriemen geworden, und über den Hörer kommt etwas von der trostlosen Monotonie dieser Acht-Stunden-Fron im Fabriksaal. Das Vögelchen, dem der Sträfling die Käfigtür öffnet, auf Flügeln zartesten Geigengesanges entschwebt es zuletzt durch das Zellengitter himmelan zur dreigestrichenen Oktave. Und alles funktioniert im Jllustrationstechnischen mit der für Heymannsche Arbeit selbstverständlichen Präzision.
Wobei wir das Verdienst des aufmerksamen Dirigenten Stenzeel nicht übersehen wollen.“

## Belege
1. ↑  „Die Vorbestraften“. In: Arbeiter-Zeitung, 25. Dezember 1927, S. 24 (online bei ANNO).
2. ↑  „Die Vorbestraften“. In: Die Stunde, 24. Dezember 1927, S. 8 (online bei ANNO).
3. ↑  „Die Vorbestraften“. In: Das Kino-Journal. Offizielles Organ des Bundes österreichischer(/der österreichischen) Lichtspiel-Theater, der Landes-Fachverbände und der Sektion Niederösterreich-Land / Das Kino-Journal. Offizielles Organ des Zentralverbandes der österreichischen Lichtspiel-Theater und sämtlicher Landes-Fachverbände / Das Kino-Journal. Offizielles Organ des Bundes der Wiener Lichtspieltheater und sämtlicher Landes-Fachverbände / Das Kino-Journal. (Vorläufiges) Mitteilungsblatt der Außenstelle Wien der Reichsfilmkammer, 17. September 1927, S. 28 (online bei ANNO).
4. ↑  „Die Vorbestraften“. In: Salzburger Chronik für Stadt und Land / Salzburger Chronik / Salzburger Chronik. Tagblatt mit der illustrierten Beilage „Die Woche im Bild“ / Die Woche im Bild. Illustrierte Unterhaltungs-Beilage der „Salzburger Chronik“ / Salzburger Chronik. Tagblatt mit der illustrierten Beilage „Oesterreichische/Österreichische Woche“ / Österreichische Woche / Salzburger Zeitung. Tagblatt mit der illustrierten Beilage „Österreichische Woche“ / Salzburger Zeitung, 7. Dezember 1927, S. 8 (online bei ANNO).
5. ↑   zitiert nach: Herbert Birett: Stummfilmmusik. Materialsammlung. Deutsche Kinemathek Berlin 1970, Anhang S.  163; zu Stenzeel im U.T. Kurfürstendamm u. a. vgl. S. 148–149 u. 266.